# Fermín Aranda y Fernández-Caballero
Fermín Aranda y Fernández-Caballero (Jerez de la Frontera, 26 de septiembre de 1866-Jerez de la Frontera, 1 de mayo de 1946) fue un médico cirujano, político republicano y hacendado español.

## Biografía
Inicia sus estudios de medicina en Cádiz para acabarlos en Sevilla, donde se licencia en 1890. Para ampliar su formación viaja a varias ciudades europeas, entre ellas París.
De vuelta a su ciudad natal abre su propio gabinete en 1893 y más tarde contrae matrimonio, en 1899, con María del Pilar Latorre Nieto con la que tiene tres hijos: Fermín,José y Pilar.
Ese mismo año ingresa en el cuerpo facultativo del Hospital de Santa Isabel de Hungría de Jerez, responsabilidad que ejercerá hasta su jubilación en 1945.
Dos hechos destacados  le hará alcanzar fama nacional, el primero, la exitosa operación de urgencia, suturando corazón y pulmón de un joven herido por arma blanca en 1916, y el eficaz liderazgo, como presidente de la Unión Sanitaria, de la primera huelga  médico-sanitaria en 1919. Este último hecho le valió ser elegido presidente de honor de la Unión Médica y nombrado Hijo Predilecto de la ciudad.
En 1926, y a petición de los profesionales  de la sanidad de toda España,  Aranda fue distinguido con la Medalla al Mérito del Trabajo, que recibió de manos del presidente del directorio, Miguel Primo de Rivera.
Su actividad como político le llevaría a ser incluido en la lista del Partido Republicano Radical por la provincia de Cádiz, siendo elegido como diputado a Cortes Constituyentes en junio de 1931.
Después de una vida intensa dedicada a la medicina, a la política y a los vinos de Jerez, famosa era su bodega de la calle San Luis, sus últimos años se vieron ensombrecidos por la Guerra Civil y sus consecuencias posteriores.
Aranda falleció en Jerez el 1 de mayo de 1946, siendo respetado por el bando vencedor gracias al prestigio de su persona. 
En 1917, la calle Medina, donde tenía su casa el Dr. Aranda, cambió su nombre por el de Fermín Aranda. Este se mantuvo hasta principio de la década de 1980 que recuperó el tradicional. Sin embargo, unos años más tarde el Ayuntamiento volvió a rotular una nueva calle con su nombre, sita ahora entre avenida Duque de Abrantes y la avenida Álvaro Domecq